# Oecetis oresbiosa
Oecetis oresbiosa är en nattsländeart som beskrevs av Arturs Neboiss 1989. Oecetis oresbiosa ingår i släktet Oecetis och familjen långhornssländor. Inga underarter finns listade i Catalogue of Life.